# Královské hradby v Ceutě

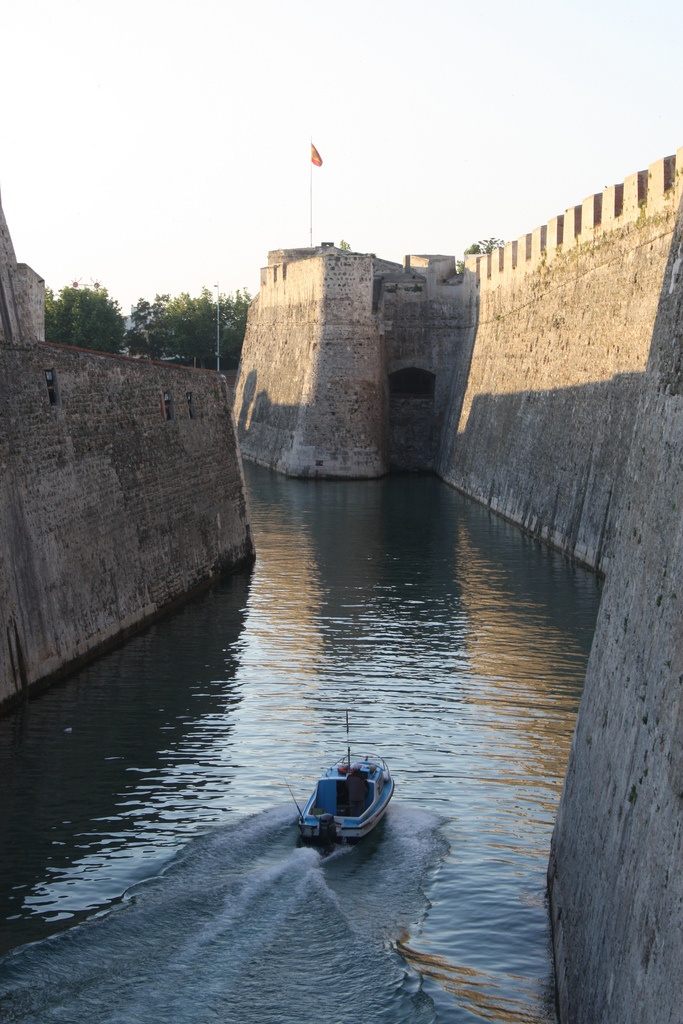
Hradby v Ceutě a příkop sv. Filipa

Královské hradby v Ceutě, španělsky Murallas Reales de Ceuta, je systém opevnění v španělském městě Ceutě.
Nejstarší část pochází z roku 962 a nejmodernější z 18. století .
Příkop sv. Filipa rozděluje hradby na dvě části, a zároveň rozděluje do dvou částí město Ceuta. Ty jsou spojeny třemi mosty: dva na severním konci a jeden na jižním konci kanálu. Původně byl zde pouze padací most. Příkop je splavný pro malé lodě, kterým zkrátí cestu, jinak by musely obeplouvat poloostrov Almina.
Hradby byly postaveny na obranu pevninské šíje, která odděluje poloostrov Almina, kde vzniklo staré město, od afrického kontinentu.
Roku 1985 byl komplex opevnění zařazen mezi španělské kulturní památky.